# Chavagne
Chavagne (bretonisch: Kavan) ist eine französische Gemeinde mit 4562 Einwohnern (Stand: 1. Januar 2022) im Département Ille-et-Vilaine in der Region Bretagne; sie gehört zum Arrondissement Rennes und zum Kanton Le Rheu. Die Einwohner werden Chavagnais(es) genannt.

## Geographie
Chavagne liegt zwölf Kilometer südwestlich von Rennes am Fluss Meu und wird im Osten von der Vilaine begrenzt. Umgeben wird Chavagne von den Nachbargemeinden Le Rheu im Norden, Saint-Jacques-de-la-Lande im Nordosten, Bruz im Osten, Goven im Süden und Südwesten sowie Mordelles im Westen und Nordwesten.

## Bevölkerungsentwicklung
| Jahr      | 1962 | 1968 | 1975 | 1982 | 1990 | 1999 | 2006 | 2011 |
| Einwohner | 639  | 874  | 1667 | 2244 | 2844 | 3091 | 3625 | 3717 |

## Sehenswürdigkeiten

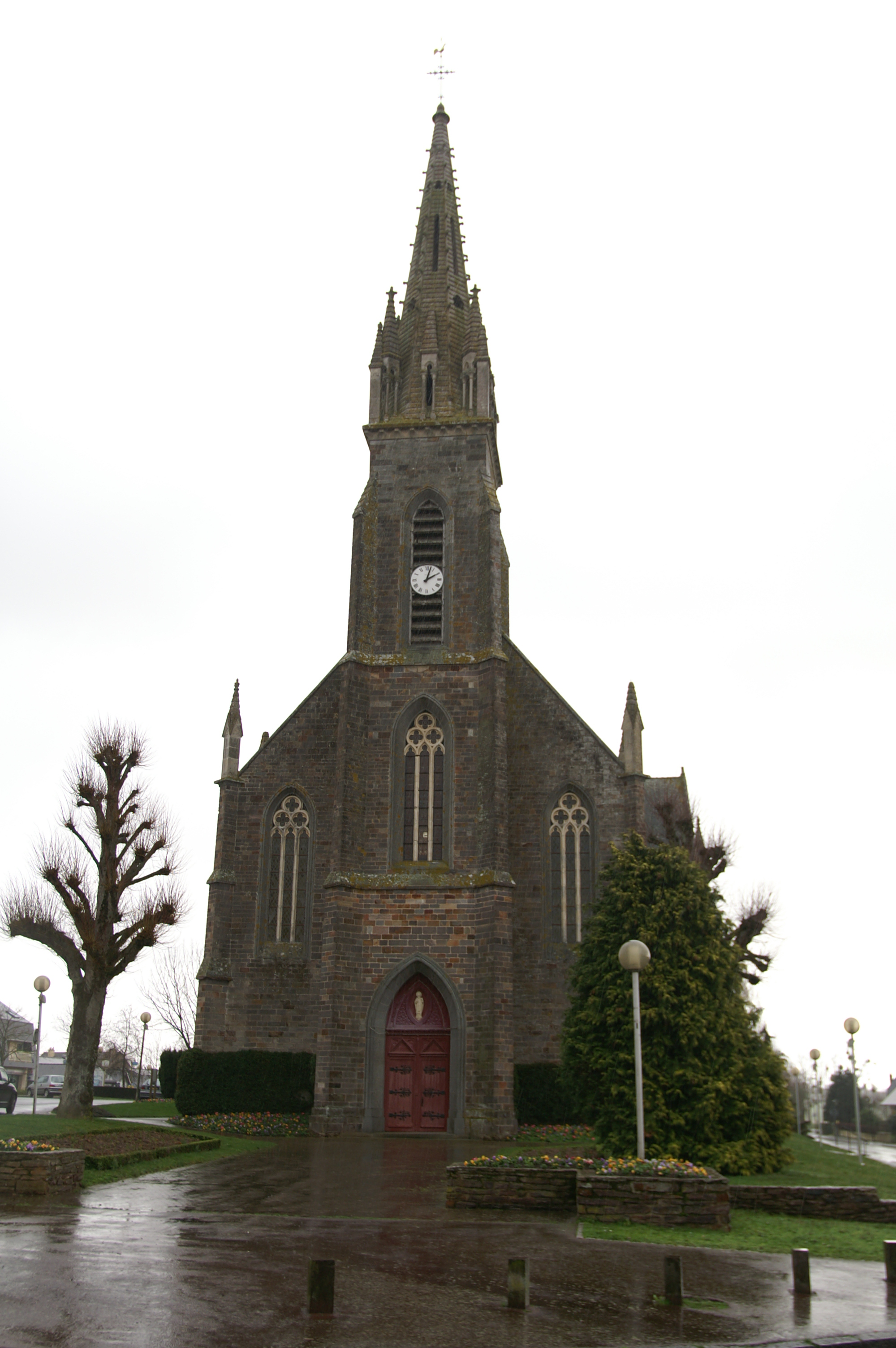
Kirche Saint-Martin

- Kirche Saint-Martin aus dem 19. Jahrhundert
- Altes Pfarrhaus mit Bibliothek aus dem 17. Jahrhundert
- Zahlreiche Bürgerhäuser aus dem 16., 17. und 18. Jahrhundert